# تعددية دينية

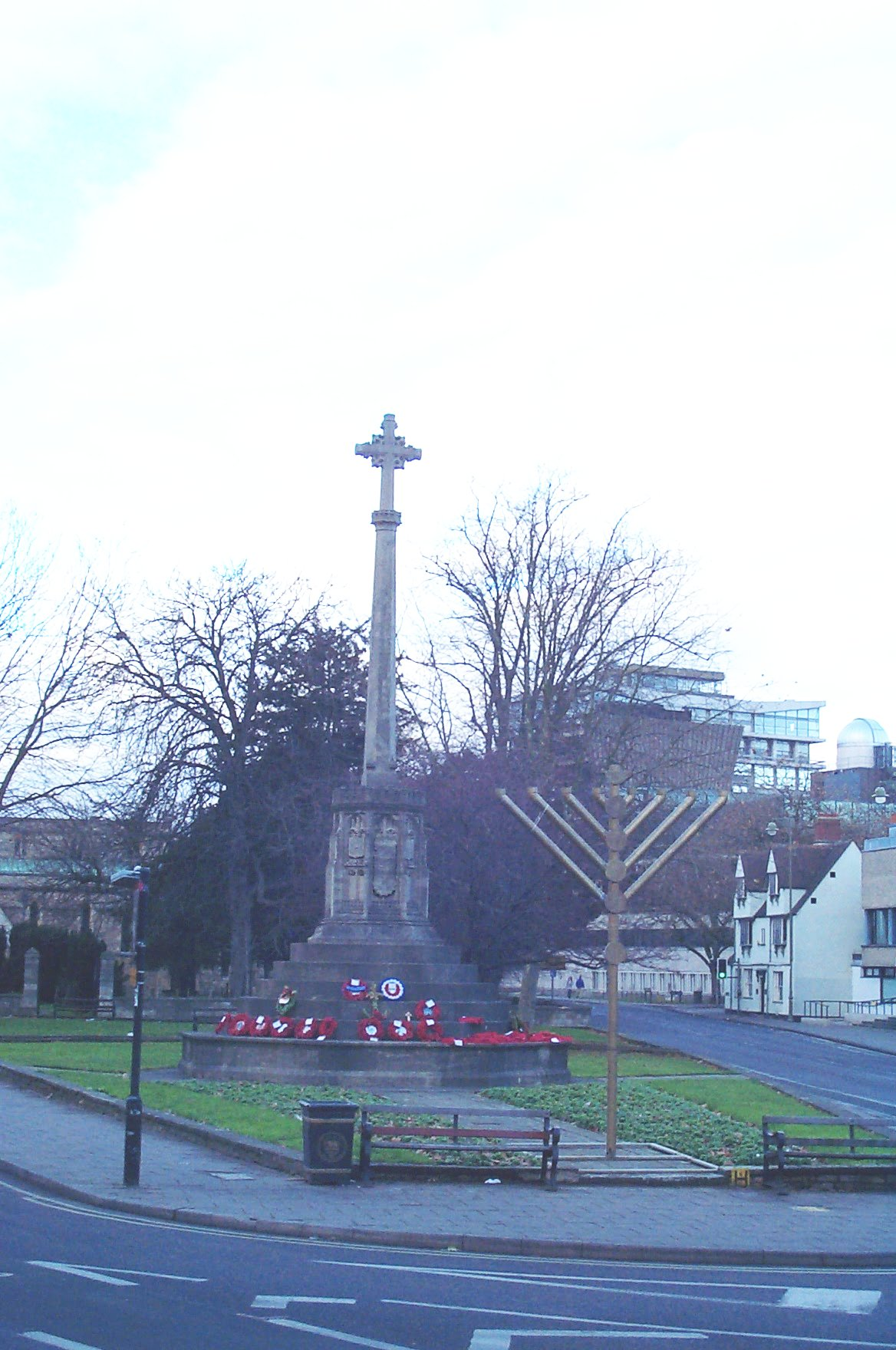
صليب مسيحي ومينوراه يهودية في أكسفورد

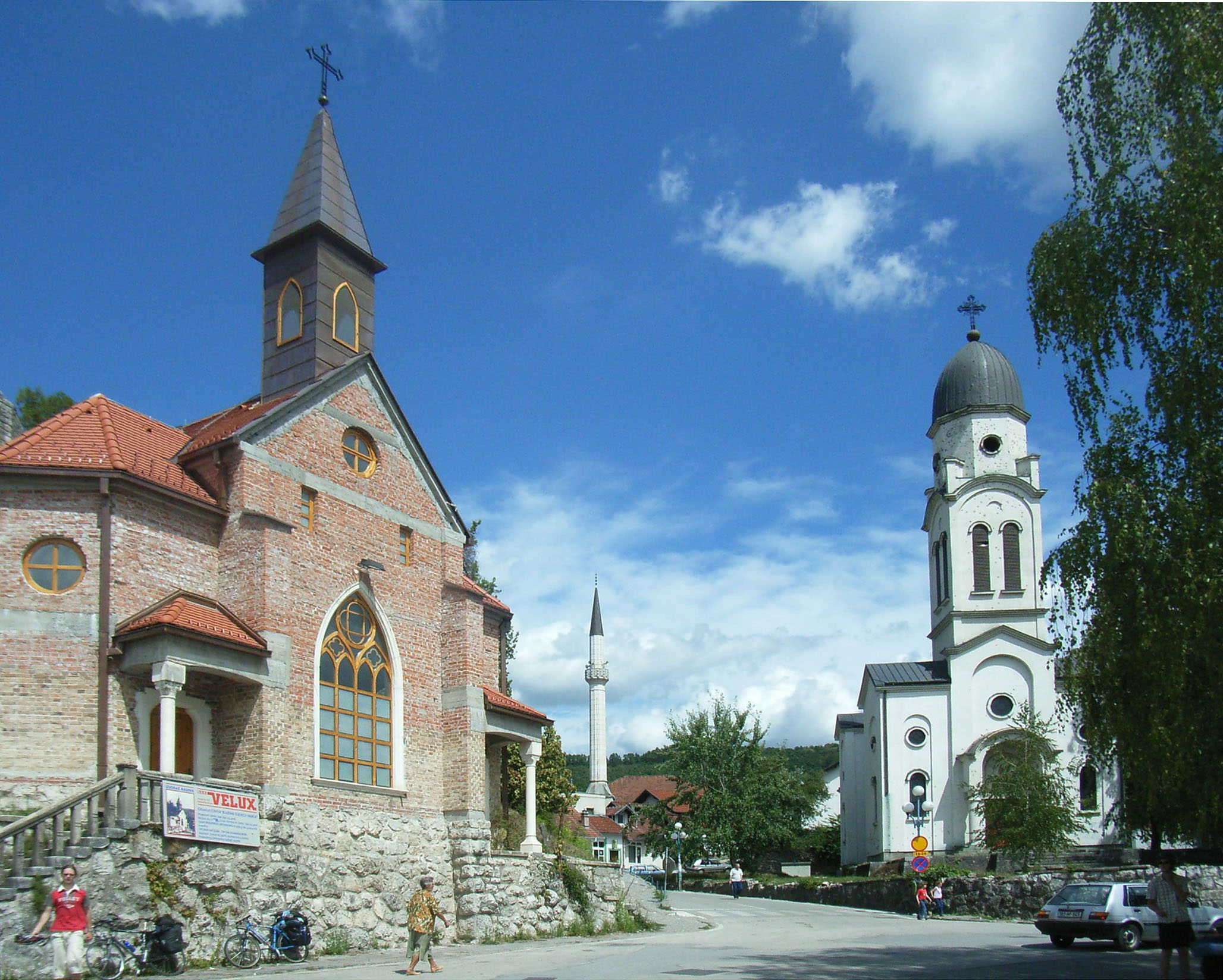

التعددية الدينية هي عبارة تدل على قبول الأديان المختلفة في مجتمع واحد. كما أنها تشمل أحد المعاني التالية:
- ليس بالضرورة أن يكون دين الشخص الواحد هو مصدر الحقيقية المطلقة، وبالتالي افتراض وجود بعض الحقيقة في جميع الأديان الأخرى.
- قبول فكرة أن هناك صحة في تعاليم دينين أو أكثر. ويمكن اعتبار هذا كنوع من التسامح (وهي فكرة نشأت من الحروب الدينية في أوروبا) أو كنوع من النسبية الأخلاقية.
- تفهم أن الافتراضات التي تخص أديان بعينها ماهي إلا تعددية للحقيقة الكون كما يعتقدها الإنسان منذ الأزل. وهي فكرة مأخوذة من الفلسفة الدائمة (Perennial philosophy).
- كمعنى مشابة للمسكونية.
- كمصطلح يدل على وجود تناغم بين الأديان المختلفة.
- لتوضيح وبيان ووجوب التعايش والابتعاد عن الصراعات

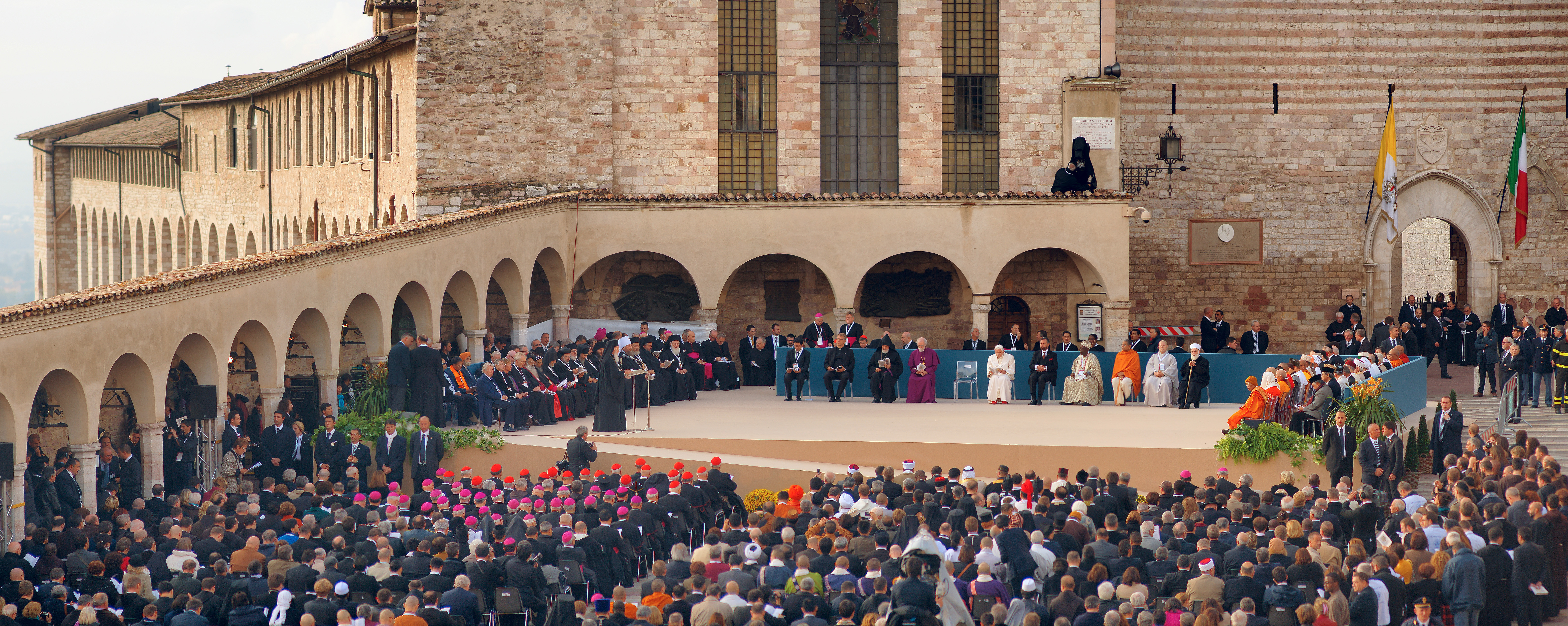